# Chlorogomphus risi
Chlorogomphus risi är en trollsländeart som beskrevs av Chen 1950. Chlorogomphus risi ingår i släktet Chlorogomphus och familjen kungstrollsländor. Inga underarter finns listade i Catalogue of Life.